# Barreira (Leiria)
Barreira is een plaats (freguesia) in de Portugese gemeente Leiria en telt 3301 inwoners (2001).